# Юсит (мінерал)
Юсит — мінерал, водний силікат з невеликим вмістом лугів ланцюжкової будови.
За назвою родовища Ueß (Юс, Уес), Німеччина (Gramling-Mende, G.Leopold, 1943).

## Опис
Хімічна формула: (Ca, KH, NaH)(Si, AlH)O3.H2O.
Сингонія ромбічна.
Форми виділення: радіальноволокнисті аґреґати в мигдалинах і пустотах мелілітових базальтів.
Густина 2,32.
Колір білий.
Знайдений у родовищі Юса (Німеччина).